# Глобинський район
Гло́бинський райо́н (Глóбинщина) — колишня адміністративно-територіальна одиниця Полтавської області з центром у місті Глобиному. Був розташований у південній частині області, площа району — 2,5 тис. км².
На початок 2012 року налічувалося 96 населених пунктів (1 місто, 1 селище, 94 села), підпорядкованих відповідно 1 міській, 1 селищній та 25 сільським радам. Районний центр — місто Глобине.

## Географія
Район межував з Великобагачанським, Козельщинським, Кременчуцьким, Решетилівським, Семенівським i Хорольським районами Полтавської області. На півдні колишню територію район омивають води Кременчуцького водосховища, що слугувало межею із Світловодським районом Кіровоградської області та Чигиринським і Чорнобаївським районами Черкаської області.
У східній частині району з півночі на південь протікає річка Псел, у південно-східній частині — її притока річка Хорол. Колишньою територією району протікають також річки: Сухий Кагамлик, Крива Руда, Омельник та інші.
Глобинський район лежав у межах Придніпровської низовини, в лісостеповій зоні. Ґрунти переважно чорноземні. З розвіданих корисних копалин є лише глина.
У районі — Устимівський дендрологічний парк (державного значення) та заповідні об'єкти місцевого значення — Манжеліївський заказник і гора Пивиха.

## Історія
Район утворено за адміністративною реформою 7 березня 1923 року з 4 волостей — Глобинської, Кринківської, Пирогівської та Пустовійтівської ліквідованого Кременчуцького повіту.
У 1923-30 роках район входив до складу Кременчуцької округи (до червня 1925 року Полтавської губернії), з лютого 1932 року по вересень 1937 року — до Харківської області. З 22.09.1937 р. — у складі Полтавської області.
30 грудня 1962 року було доєднано до Глобинського району територію Великокринківського району і територію Градизького району, крім Недогарківської сільради, яка перейшла до Кременчуцького району.
У рамках адміністративно-територіальної реформи у 2020 році усі його населені пункти було приєднано до Кременчуцького району.

## Промисловість
Район був сільськогосподарським.
Спеціалізація сільського господарства — землеробство зернового, технічного (цукровий буряк) i тваринництво м'ясомолочного напрямів.
Основні промислові підприємства району:
- «Глобинський м'ясокомбінат»
- ВП «Глобинський цукровий завод» ТОВ ІПК «Полтавазернопродукт»,
- «Глобинський маслозавод»

## Транспорт
Територію Глобинського району перетинала автотраса Н08 Дніпро—Київ та залізниця Кременчук—Ромодан. Автомобільних шляхів — 445,9 км, в тому числі: державного значення — 86,7 км, обласного — 48 км.

## Населення
1991 року мешкало 66,2 тис. осіб.
Розподіл населення за віком та статтю (2001):
| Стать | Всього | До 15 років | 15-24 | 25-44 | 45-64 | 65-85 | Понад 85 |
| --- | ------ | ----------- | ----- | ----- | ----- | ----- | -------- |
| Чоловіки | 26 531 | 4957        | 3155  | 7769  | 6963  | 3527  | 160      |
| Жінки | 32 145 | 4688        | 3044  | 7748  | 8352  | 7345  | 968      |
| \| Статево-вікова піраміда \| Статево-вікова піраміда \| Статево-вікова піраміда \| \| ----------------------- \| ----------------------- \| ----------------------- \| \| Чоловіки \| Вік \| Жінки \| \| 160 \| 85 + \| 968 \| \| 254 \| 80-84 \| 1042 \| \| 793 \| 75-79 \| 2159 \| \| 1228 \| 70-74 \| 2370 \| \| 1252 \| 65-69 \| 1774 \| \| 2213 \| 60-64 \| 3014 \| \| 1198 \| 55-59 \| 1506 \| \| 1752 \| 50-54 \| 1950 \| \| 1800 \| 45-49 \| 1882 \| \| 2237 \| 40-44 \| 2161 \| \| 1964 \| 35-39 \| 1947 \| \| 1841 \| 30-34 \| 1870 \| \| 1727 \| 25-29 \| 1770 \| \| 1493 \| 20-24 \| 1518 \| \| 1662 \| 15-20 \| 1526 \| \| 2163 \| 10-14 \| 2018 \| \| 1591 \| 5-9 \| 1539 \| \| 1203 \| 0-4 \| 1131 \| |        |             |       |       |       |       |          |
| Статево-вікова піраміда |        |             |       |       |       |       |          |
| Чоловіки | Вік    | Жінки       |       |       |       |       |          |
| 160 | 85 +   | 968         |       |       |       |       |          |
| 254 | 80-84  | 1042        |       |       |       |       |          |
| 793 | 75-79  | 2159        |       |       |       |       |          |
| 1228 | 70-74  | 2370        |       |       |       |       |          |
| 1252 | 65-69  | 1774        |       |       |       |       |          |
| 2213 | 60-64  | 3014        |       |       |       |       |          |
| 1198 | 55-59  | 1506        |       |       |       |       |          |
| 1752 | 50-54  | 1950        |       |       |       |       |          |
| 1800 | 45-49  | 1882        |       |       |       |       |          |
| 2237 | 40-44  | 2161        |       |       |       |       |          |
| 1964 | 35-39  | 1947        |       |       |       |       |          |
| 1841 | 30-34  | 1870        |       |       |       |       |          |
| 1727 | 25-29  | 1770        |       |       |       |       |          |
| 1493 | 20-24  | 1518        |       |       |       |       |          |
| 1662 | 15-20  | 1526        |       |       |       |       |          |
| 2163 | 10-14  | 2018        |       |       |       |       |          |
| 1591 | 5-9    | 1539        |       |       |       |       |          |
| 1203 | 0-4    | 1131        |       |       |       |       |          |

Національний склад населення за даними перепису 2001 року:
| Національність | Кількість осіб | Відсоток |
| -------------- | -------------- | -------- |
| українці       | 55771          | 95,05 %  |
| росіяни        | 2121           | 3,61 %   |
| білоруси       | 237            | 0,40 %   |
| молдовани      | 164            | 0,28 %   |
| вірмени        | 133            | 0,23 %   |
| інші           | 252            | 0,43 %   |

Мовний склад населення за даними перепису 2001 року:
| Мова       | Кількість осіб | Відсоток |
| ---------- | -------------- | -------- |
| українська | 56269          | 95,89 %  |
| російська  | 1989           | 3,39 %   |
| вірменська | 109            | 0,19 %   |
| білоруська | 105            | 0,18 %   |
| молдовська | 95             | 0,16 %   |
| інші       | 111            | 0,19 %   |

Населення району станом на 01.01. 2000 р. становило 61,3 тис. осіб. 

## Освіта
Всього навчальних закладів — 60, у тому числі:
- ЗОШ I—III ступенів — 23;
- ЗОШ I—II ступенів — 14;
- ЗОШ I ступеня — 1;
- дошкільних закладів — 22.

## Медицина
У районі працювали 3 районні лікарні, 8 дільничних лікарень, 4 лікарські амбулаторії, 52 ФАПи, 16 аптек та 52 аптечних пункти.

## Культура
Діяли 32 будинки культури і клуби, 35 бібліотек, 3 музичних школи.

## Політика
Входив до складу виборчого округу 150 разом з містом Горішні Плавні, частиною Автозаводського району (мікрорайон Ближнє Молодіжне і все що на північ від нього) міста Кременчук і Кременчуцьким районом.
25 травня 2014 року відбулися Президентські вибори України. У межах Глобинського району було створено 57 виборчих дільниць. Явка на виборах складала — 65,46 % (проголосували 26 851 із 41 021 виборців). Найбільшу кількість голосів отримав Петро Порошенко — 59,42 % (15 955 виборців); Юлія Тимошенко — 14,41 % (3 869 виборців), Олег Ляшко — 12,05 % (3 236 виборців), Анатолій Гриценко — 3,74 % (1 004 виборців), Сергій Тігіпко — 2,87 % (771 виборців). Решта кандидатів набрали меншу кількість голосів. Кількість недійсних або зіпсованих бюлетенів — 0,97 %.

## Пам'ятки
На території району містяться 414 пам'яток археології, а також пам'ятки неоліту, бронзи, черняхівської, ранньослов'янської культури та часів Київської Русі.
У Глобинському районі Полтавської області нараховується 1 пам'ятка монументального мистецтва. Всі інші були демонтовані в рамках декомунізації.
| # | назва                        | адреса     |
| - | ---------------------------- | ---------- |
| 1 | Пам'ятник-бюст М. В. Лисенку | с. Гриньки |

### Пам'ятки, що існували станом на 2012 рік
| #  | назва                         | адреса                                |
| -- | ----------------------------- | ------------------------------------- |
| 1  | Пам'ятник В. І. Леніну        | м. Глобине, центр                     |
| 2  | Пам'ятник В. І. Леніну        | м. Глобине, цукроком-бінат            |
| 3  | Пам'ятник В. І. Леніну        | смт Градизьк                          |
| 4  | Пам'ятник В. І. Леніну        | с. Бабичівка                          |
| 5  | Пам'ятник Г. І. Петровському  | с. Бабичівка                          |
| 6  | Пам'ятник В. І. Леніну        | с. Броварки                           |
| 7  | Пам'ятник В. І. Леніну        | с. Горби                              |
| 8  | Пам'ятник-бюст С. М. Кірову   | с. Горби                              |
| 9  | Пам'ятник В. І. Леніну        | с. Гриньки                            |
| 10 | Пам'ятник-бюст В. І. Леніну   | с. Зубані                             |
| 11 | Пам'ятник-бюст Ф.Енгельсу     | с. Іванове Селище                     |
| 12 | Пам'ятник В. І. Леніну        | с. Великі Кринки                      |
| 13 | Пам'ятник В. І. Леніну        | с. Великі Кринки, колишні Малі Кринки |
| 14 | Пам'ятник-бюст М. Ф. Ватутіну | с. Малі Кринки                        |
| 15 | Пам'ятник В. І. Леніну        | с. Весела Долина                      |
| 16 | Пам'ятник В. І. Леніну        | с. Куп'євате                          |
| 17 | Пам'ятник-бюст М. І. Калініну | с. Манжелія                           |
| 18 | Пам'ятник В. І. Леніну        | с. Обознівка                          |
| 19 | Пам'ятник В. І. Леніну        | с. Турбаї                             |
| 20 | Пам'ятник В. І. Леніну        | с. Пироги                             |
| 21 | Пам'ятник В. І. Леніну        | с. Бориси                             |
| 22 | Пам'ятник А. О. Жданову       | с. Опришки                            |
| 23 | Пам'ятник В. І. Леніну        | с. Яроші                              |
| 24 | Пам'ятник-бюст В. І. Леніну   | с. Погреби                            |
| 25 | Пам'ятник-бюст В. І. Леніну   | с. Пронозівка                         |
| 26 | Пам'ятник В. І. Леніну        | с. Святилівка                         |
| 27 | Пам'ятник-бюст В. І. Леніну   | с. Липове                             |
| 28 | Пам'ятник М. В. Фрунзе        | с. Фрунзівка                          |
|    |                               |                                       |

## Персоналії
Уродженцями Глобинського району є:
- Григорій Майборода, Платон Майборода — народні артисти СРСР;
- Олександр Білаш — український композитор жанрів класичної та популярної музики, народний артист УРСР і СРСР, Герой України;
- Володимир Верменич — український композитор, хоровий диригент, педагог, народний артист УРСР;
- Раїса Кириченко — народна артистка УРСР; Герой України, лаурет Шевченківської премії.
- Канівець Володимир Васильович — прозаїк і драматург,
- Роговий Феодосій Кирилович — письменник.
- Степаненко Аркадій Степанович — член  Української Центральної Ради.
- Григор'єв Віталій — історик, краєзнавець, лауреат обласної премії ім. Володимира Малика, автор книги «Роде наш прекрасний»[7].
- Микола Лисенко (*22 (10) березня 1842, Гриньки — †6 листопада (24 жовтня) 1912, Київ) — український композитор піаніст, диригент, педагог, збирач пісенного фольклору, громадський діяч.
- Віктор Лагно — український вчений, математик, проректор з наукової роботи, завідувач кафедри математичного аналізу та інформатики Полтавського національного педагогічного університету ім. В. Г. Короленка.
- Андрій Родзянко — український піаніст.
- Анатолій Стась — український письменник.